# Stictopisthus carinatus
Stictopisthus carinatus là một loài tò vò trong họ Ichneumonidae.